# Associazione Sportiva Bari 1998-1999
Questa voce raccoglie le informazioni riguardanti l'Associazione Sportiva Bari nelle competizioni ufficiali della stagione 1998-1999.

## Stagione

### Precampionato
Il club di via Torrebella programma il secondo campionato consecutivo in serie A acquistando i cartellini degli svedesi Daniel Andersson e Yksel Osmanovski, rispettivamente centrocampista e attaccante del Malmö FF, e dei danesi Michael Madsen e Peter Knudsen, sempre centrocampisti, dell'emergente Akademisk Boldklub. Di contro, vengono ceduti fra gli altri Nicola Ventola, all'Inter, la "colonna" del centrocampo Ingesson e Volpi.

### Il campionato e la Coppa Italia

Gianluca Zambrotta, alla seconda stagione in Serie A con il Bari: nel febbraio 1999 arriverà l'esordio in nazionale maggiore – da mezzo secolo un calciatore biancorosso non vestiva la maglia azzurra – per l'esterno, tra i futuri campioni del mondo a.

Nei primi tredici turni di campionato i galletti realizzano una striscia di 9 risultati utili consecutivi, seconda nella storia biancorossa in Serie A solo ai 10 turni d'imbattibilità della stagione 1989-1990. Questa serie positiva è interrotta dalla sconfitta esterna 3-2 con il Piacenza. Dopo aver ottenuto 7 punti nelle successive tre giornate, il Bari chiude il girone d'andata con 25 punti in area UEFA, dopo aver fermato sul pari le squadre più blasonate della A e battuto l'Inter, 2-3 a Milano (fuori casa contro la Roma, fu particolarmente contestato dai pugliesi il rigore dell'1-1 giallorosso, decretato dall'arbitro Bazzoli per un fallo non commesso su Totti).
Nel frattempo in Coppa Italia, dopo aver superato la Lucchese cadetta nei sedicesimi di finale a settembre, a novembre il Bari è stato eliminato agli ottavi dal Parma per effetto di un 1-2 subìto in casa e di uno 0-0 al ritorno, al Tardini. I ducali vinceranno infine il trofeo.
Nel primo turno del girone di ritorno, in Venezia-Bari il brasiliano Tuta mette a segno all 83º minuto la rete del 2-1 finale per i lagunari. A seguito del suo litigio negli spogliatoi con i giocatori biancorossi, e di una sua stessa dichiarazione in cui afferma che «Maniero mi ha detto che non dovevo segnare perché era meglio che la partita finisse 1-1», la gara è oggetto d'indagini da parte della magistratura per un sospetto di combine; il caso viene poi archiviato senza provvedimenti anche in conseguenza del ritrattare del sudamericano. Dopo aver perso anche le due gare successive contro Lazio e Bologna, la squadra di Fascetti continua il campionato a fasi alterne. Fra aprile e maggio, dalla 28ª alla 32ª giornata, i biancorossi realizzano una striscia positiva di 11 punti in cinque incontri, ottentendo quindi la salvezza matematica il 9 maggio vincendo 0-1 con il Perugia. Risultando sconfitto nei due rimanenti confronti, il Bari si assesta infine al decimo posto in classifica, a 42 punti ex aequo con il Venezia. Superata l'Inter anche nel girone di ritorno, per 1-0, partita in cui il portiere Indiveri sostituì dopo un anno l'infortunato Mancini. Successivamente, nella stessa stagione fra i pali ci fu spazio anche per il veterano Attilio Gregori.
La posizione ottenuta nella classifica finale dà possibilità ai galletti di disputare la Coppa Intertoto, cui il club pugliese rinuncia di partecipare adducendo anche all'assenza di diversi calciatori titolari.

#### Dati e statistiche

Il tecnico Eugenio Fascetti.

La stagione in oggetto è stata, almeno in termini di rendimento, una delle migliori quattro della gestione Matarrese in massima serie (le altre tre sono state la 1989-90, 1994-95 e 2009-10). La stampa sportiva nazionale evidenziò il lavoro di Carlo Regalia ed Enrico Alberti, rispettivamente direttore generale e sportivo dell'AS Bari, e del loro staff, nel lancio e valorizzazione di giovani calciatori, alcuni dei quali saranno ancora venduti ai grandi club italiani. Nel 1998-1999, inoltre, ha esordito in biancorosso nella massima serie Gionatha Spinesi, che la società pugliese aveva rilevato nell'estate 1998 dal Castel di Sangro appena retrocesso in serie C1 dalla B; il centravanti toscano aveva totalizzato a fine campionato 12 presenze ed un goal, quello dell'1-1 finale con l'Udinese in quinta giornata.
Sul piano del gioco, Fascetti impostava la squadra maggiormente sulla chiusura degli spazi e sul contropiede, seppure modificasse talvolta a partita in corso il suo 1-3-4-2, una variante del 4-4-2, secondo un gioco che lui definisce "camaleontico". Il tecnico viareggino applicava inoltre il casino organizzato, da lui ideato ai tempi del Varese. La formazione base di questa stagione vedeva tra i pali Franco Mancini, libero Gaetano De Rosa e davanti a lui il terzetto Neqrouz-Garzya-Innocenti; a centrocampo i centrali erano De Ascentis e Daniel Andersson, mentre Zambrotta e Bressan erano rispettivamente ala destra e sinistra; la coppia d'attacco era costituita da Masinga e Osmanovski, quest'ultimo più di supporto alle manovre offensive.
In generale, la tifoseria e gli interessati non gradirono la rinuncia a partecipare alla Coppa Intertoto. La frase con cui il presidente Vincenzo Matarrese argomentò questa decisione – «entreremo in Europa dalla porta principale», cioè accedere direttamente in Coppa UEFA con un piazzamento fra le prime cinque in classifica – è stata spesso ricordata (e rinfacciata) da appassionati e stampa negli anni seguenti; a scopo di completezza, si aggiunge che negli anni a seguire altri club declinarono la partecipazione all'anzidetto torneo.

## Divise e sponsor
Lo sponsor tecnico per la stagione 1998-1999 è Lotto, mentre lo sponsor ufficiale è TELE+.
| Casa | Trasferta | Terza divisa |

## Rosa
| N. |                      | Ruolo | Calciatore              |
| -- | -------------------- | ----- | ----------------------- |
| 1  | Italia (bandiera)    | P     | Francesco Mancini       |
| 2  | Italia (bandiera)    | D     | Luigi Garzya (capitano) |
| 3  | Italia (bandiera)    | D     | Rocco Roberto Paris     |
| 4  | Italia (bandiera)    | D     | Gaetano De Rosa         |
| 5  | Danimarca (bandiera) | C     | Michael Madsen          |
| 6  | Italia (bandiera)    | C     | Rodolfo Giorgetti       |
| 7  | Italia (bandiera)    | C     | Mauro Bressan           |
| 8  | Svezia (bandiera)    | C     | Daniel Andersson        |
| 9  | Svezia (bandiera)    | A     | Yksel Osmanovski        |
| 10 | Italia (bandiera)    | C     | Michele Marcolini       |
| 11 | Sudafrica (bandiera) | A     | Phil Masinga            |
| 12 | Italia (bandiera)    | P     | Giovanni Indiveri       |
| 13 | Italia (bandiera)    | D     | Duccio Innocenti        |

| N. |                      | Ruolo | Calciatore            |
| -- | -------------------- | ----- | --------------------- |
| 14 | Italia (bandiera)    | C     | Davide Olivares       |
| 15 | Italia (bandiera)    | C     | Diego De Ascentis     |
| 17 | Colombia (bandiera)  | A     | Miguel Ángel Guerrero |
| 18 | Danimarca (bandiera) | C     | Peter Knudsen         |
| 19 | Italia (bandiera)    | C     | Gianluca Zambrotta    |
| 20 | Egitto (bandiera)    | D     | Hany Said             |
| 21 | Monaco (bandiera)    | C     | Grégory Campi         |
| 23 | Italia (bandiera)    | D     | Carlo Sassarini       |
| 24 | Italia (bandiera)    | A     | Gionatha Spinesi      |
| 25 | Italia (bandiera)    | A     | Michele Tarallo       |
| 28 | Marocco (bandiera)   | D     | Rachid Neqrouz        |
| 30 | Italia (bandiera)    | P     | Attilio Gregori       |

## Risultati

### Serie A

#### Girone di andata
| Arbitro: | Cesari (Genova) |

|               |           |  |
| Zambrotta 10’ | Marcatori |  |

| Roma 20 settembre 1998, ore 16:00 2ª giornata | Lazio               | 0 – 0 referto | Bari | Stadio Olimpico (43 833 spett.)\| Arbitro: \| Borriello (Mantova) \| |
| Arbitro:                                      | Borriello (Mantova) |               |      |                                                                      |

| Bari 26 settembre 1998, ore 16:00 CEST 3ª giornata | Bari               | 0 – 0 referto | Bologna | Stadio San Nicola\| Arbitro: \| Rodomonti (Teramo) \| |
| Arbitro:                                           | Rodomonti (Teramo) |               |         |                                                       |

| Arbitro: | Bazzoli (Merano) |

|           |           |  |
| Otero 17’ | Marcatori |  |

| Arbitro: | Bettin (Padova) |

|               |           |             |
| Spinesi 90+2’ | Marcatori | 69’ Pierini |

| Arbitro: | Bolognino (Milano) |

|                               |           |                                                   |
| Muzzi 41’, 45+1’ De Patre 54’ | Marcatori | 43’ (rig.) D. Andersson 81’ Masinga 83’ Zambrotta |

| Arbitro: | Farina (Novi Ligure) |

|                                    |           |                                |
| Ronaldo 87’ (rig.) Colonnese 90+1’ | Marcatori | 46’ Zambrotta 73’, 88’ Masinga |

| Arbitro: | Rodomonti (Teramo) |

|             |           |             |
| Masinga 76’ | Marcatori | 45+1’ Fuser |

| Bari 15 novembre 1998, ore 20:30 CET 9ª giornata | Bari                | 0 – 0 referto | Milan | Stadio San Nicola (39 114 spett.)\| Arbitro: \| Ceccarini (Livorno) \| |
| Arbitro:                                         | Ceccarini (Livorno) |               |       |                                                                        |

| Arbitro: | Bazzoli (Merano) |

|                  |           |             |
| Totti 83’ (rig.) | Marcatori | 77’ Masinga |

| Bari 29 novembre 1998 11ª giornata | Bari                | 0 – 0 referto | Fiorentina | Stadio San Nicola\| Arbitro: \| Ceccarini (Livorno) \| |
| Arbitro:                           | Ceccarini (Livorno) |               |            |                                                        |

| Arbitro: | Trentalange (Torino) |

|                         |           |                            |
| Vannucchi 12’ Bolic 65’ | Marcatori | 34’ Osmanovski 90’ Knudsen |

| Arbitro: | Ceccarini (Livorno) |

|                             |           |                |
| Innocenti 25’ Zambrotta 55’ | Marcatori | 17’ Carparelli |

| Arbitro: | Rodomonti (Teramo) |

|                                      |           |                             |
| Piovani 19’ Stroppa 41’ Rastelli 89’ | Marcatori | 37’ Masinga 90+2’ Innocenti |

| Arbitro: | Pellegrino (Barcellona Pozzo di Gotto) |

|                           |           |                  |
| Neqrouz 11’ Innocenti 61’ | Marcatori | 47’ Gio. Tedesco |

| Arbitro: | Farina (Novi Ligure) |

|            |           |                         |
| Davids 47’ | Marcatori | 76’ (rig.) D. Andersson |

| Arbitro: | Bolognino (Milano) |

|                                         |           |            |
| Masinga 35’ G. De Rosa 47’ Olivares 70’ | Marcatori | 66’ Laigle |

#### Girone di ritorno
| Arbitro: | Racalbuto (Gallarate) |

|                     |           |                 |
| Maniero 9’ Tuta 90’ | Marcatori | 51’ De Ascentis |

| Arbitro: | Racalbuto (Gallarate) |

|             |           |                                   |
| Knudsen 73’ | Marcatori | 21’ A. Lombardo 38’, 87’ C. Vieri |

| Arbitro: | Cesari (Genova) |

|                                            |           |            |
| Signori 37’ K. Andersson 47’ Kolyvanov 90’ | Marcatori | 6’ Knudsen |

| Bari 14 febbraio 1999, ore 15:00 21ª giornata | Bari               | 0 – 0 referto | Vicenza | Stadio San Nicola\| Arbitro: \| Rodomonti (Teramo) \| |
| Arbitro:                                      | Rodomonti (Teramo) |               |         |                                                       |

| Arbitro: | Rosetti (Torino) |

|                                           |           |  |
| Sosa 38’, 48’ M. Amoroso 64’ Bertotto 78’ | Marcatori |  |

| Arbitro: | Braschi (Prato) |

|                         |           |                    |
| D. Andersson 82’ (rig.) | Marcatori | 81’ (aut.) Neqrouz |

| Arbitro: | Trentalange (Torino) |

|                |           |  |
| Osmanovski 43’ | Marcatori |  |

| Arbitro: | Boggi (Agropoli) |

|                      |           |            |
| Verón 57’ Crespo 77’ | Marcatori | 3’ Masinga |

| Arbitro: | Pellegrino (Barcellona Pozzo di Gotto) |

|                                |           |                    |
| Bierhoff 42’ Ganz 90+3’ (rig.) | Marcatori | 6’, 80’ Osmanovski |

| Arbitro: | Farina (Novi Ligure) |

|             |           |                                              |
| Masinga 60’ | Marcatori | 13’, 55’ Di Biagio 79’ Cafu 84’ Di Francesco |

| Arbitro: | Rodomonti (Teramo) |

|                            |           |                             |
| Rui Costa 41’ Padalino 72’ | Marcatori | 66’ Osmanovski 89’ Guerrero |

| Bari 18 aprile 1999, ore ? CEST 29ª giornata | Bari                        | 0 – 0 referto | Salernitana | Stadio San Nicola (25.000 spett.)\| Arbitro: \| Serena[18] (Bassano del Grappa) \| |
| Arbitro:                                     | Serena (Bassano del Grappa) |               |             |                                                                                    |

| Arbitro: | Ceccarini (Livorno) |

|  |           |                             |
|  | Marcatori | 75’ Masinga 90+1’ Marcolini |

| Arbitro: | Messina (Bergamo) |

|                                                 |           |             |
| De Ascentis 5’ Masinga 84’ Giorgetti 90’ (rig.) | Marcatori | 10’ Dionigi |

| Arbitro: | Tombolini (Ancona) |

|  |           |                |
|  | Marcatori | 75’ Osmanovski |

| Arbitro: | Boggi (Salerno) |

|  |           |           |
|  | Marcatori | 83’ Conte |

| Arbitro: | Farina (Novi Ligure) |

|            |           |  |
| Doriva 32’ | Marcatori |  |

### Coppa Italia
| Arbitro: | Branzoni (Pavia) |

|                  |           |  |
| Franceschini 87’ | Marcatori |  |

| Arbitro: | Serena (Bassano del Grappa) |

|                           |           |  |
| Neqrouz 72’ Innocenti 74’ | Marcatori |  |

| Arbitro: | Farina (novi Ligure) |

|               |           |                                |
| Marcolini 34’ | Marcatori | 74’ Asprilla 71’ (aut.) Garzya |

| Parma 11 novembre 1998 Ottavi di finale - Ritorno | Parma            | 0 – 0 referto | Bari | Stadio Ennio Tardini\| Arbitro: \| Boggi (Agropoli) \| |
| Arbitro:                                          | Boggi (Agropoli) |               |      |                                                        |